# Función vértice
En electrodinámica cuántica, la función vértice describe el acoplamiento entre un fotón y un electrón más allá del primer orden en teoría de perturbaciones. En particular, esta es una función irreducible de correlación de una partícula implicando el fermión {\displaystyle \psi ~}, el antifermión {\displaystyle {\bar {\psi }}}, y el potencial vectorial A. 

## Definición
La Función Vértice Γμ puede definirse en términos de una derivada funcional de la acción efectiva Γefec como
{\displaystyle \Gamma ^{\mu }=-{1 \over e}{\delta ^{3}\Gamma _{\mathrm {efec} } \over \delta {\bar {\psi }}\delta \psi \delta A_{\mu }}}
(En cuanto a la notación, es desafortunado que la acción efectiva Γeff y la función vértice Γμ tengan el mismo símbolo central.)

Corrección a un loop a la función vértice. Esta es la contribución dominante al momento magnético anómalo del electrón.

La contribución dominante (y clásica) para Γμ está en la matriz gama γμ. La función vértice está restringida por simetrías de la electrodinámica cuántica -- invariancia de Lorentz; invariancia de norma o la transversalidad del fotón, como se expresa en la identidad de Ward; y la invariancia bajo paridad -- para tomar la siguiente forma:
{\displaystyle \Gamma ^{\mu }=\gamma ^{\mu }F_{1}(q^{2})+{\frac {i\sigma ^{\mu \nu }q_{\nu }}{2m}}F_{2}(q^{2})}
donde {\displaystyle \sigma ^{\mu \nu }=(i/2)[\gamma ^{\mu },\gamma ^{\nu }]}, {\displaystyle q_{\nu }} es el tetramomento entrante del fotón externo (en la parte derecha de la figura), y F1(q2) y F2(q2) son los factores de forma que dependen solo de la transferencia del momento q2. A nivel de árbol (o primer orden), F1(q2) = 1 y F2(q2) = 0. Más allá del primer orden, las correcciones a F1(0) se cancelan exactemente por la renormalización de la función de onda de las líneas del electrón entrante y saliente de acuerdo a la identidad de Ward-Takahashi. El factor de forma F2(0) corresponde al momento magnético anómalo a del fermión, definido en términos del factor-g de Lande como:
{\displaystyle a={\frac {g-2}{2}}=F_{2}(0)}